# Francisco Sainz
Francisco Sainz Pinto (Lanestosa, c. 1823-Madrid, 1853) fue un pintor español.

## Biografía

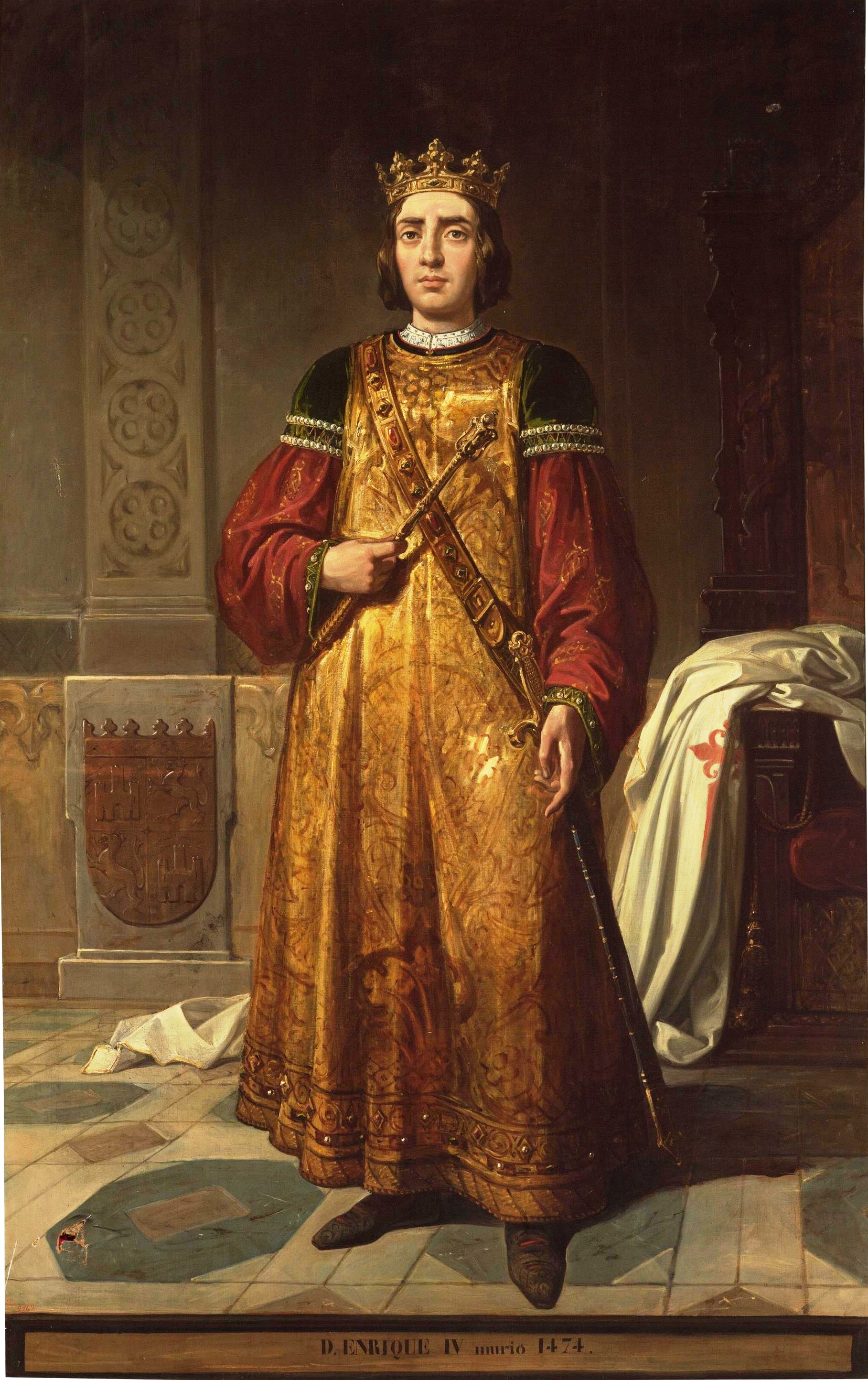
Enrique IV de Castilla (Museo del Prado)

Pintor de historia, natural de la localidad vizcaína de Lanestosa, fue discípulo en Madrid de José Madrazo. En 1848 hizo oposición para las plazas de pensionados en Roma, ejecutando con tal motivo su lienzo de Tobías volviendo la vista a su padre, con la hiel de un pez cogido milagrosamente. Habiendo sido propuestos en primer lugar sus contrincantes Luis de Madrazo y Bernardino Montañés, y nombrados en consecuencia, Sainz logró que se le concediera otra pensión extraordinaria, por real orden de 2 de marzo de 1848.
Entre sus trabajos se encontraron un Esclavo guardando la entrada de un templo, y una Psiquis. Una enfermedad le detuvo en su carrera cuando se preparaba a concluir su cuadro de La destrucción de Sagunto. Ya restablecido de su mal, se dispondría a terminar esa misma obra en París, donde iba a invertir el año final de su pensión, mas le sorprendió la muerte la madrugada del 12 de junio de 1853, a los treinta años de edad. Al día siguiente se le dio sepultura en el cementerio afueras de la Puerta de Toledo, siendo acompañado su cadáver por gran número de sus profesores y compañeros.
Sainz, antes de ir a Roma, había pintado numerosos cuadritos de costumbres populares, de los que cuatro figuraron en 1847 en la Exposición de la Academia de San Fernando. También terminó dentro y fuera de España numerosas aguadas mezcladas con pastel, de tipos, retratos y escenas de costumbres de Italia, Francia y otros países , así como dibujos para los periódicos El Siglo Pintoresco, El Panorama, El Semanario Pintoresco y El Museo de las Familias, entre otros. En el Museo del Prado se conservan suyos un Retrato de D. Francisco de Asís de Borbon (copia de Madrazo) y otro original de Enrique IV.